# Sinah Hagen
Sinah Chiara Hedwig Hagen (geboren am 12. Oktober 1996 in Göppingen) ist eine ehemalige deutsche Handballspielerin. 

## Karriere
Sinah Hagen durchlief die gesamte Kaderförderung des Württembergischen Handballverbandes über die DHB-Sichtung bis hin zum DHB-Länderpokal. Ihre ersten Handballschritte unternahm sie als Achtjährige bei der Turnerschaft Göppingen um dann bis zur B-Jugend das Trikot Frisch Auf Göppingens zu tragen. Ab 2012 lief sie für die Jugend-Oberliga- und Jugend-Bundesligamannschaft der SV Remshalden auf. Mit 16 Jahren spielte sie parallel aktiv beim TV Holzheim in der Frauen-Oberliga Baden-Württemberg und später in der 3. Liga Süd. Von der Saison 2014/15 bis 2022 stand sie beim Zweitbundesligisten VfL Waiblingen Handball auf der Spielmacherposition unter Vertrag. In der Saison 2015/16 stieg sie, mit Zweifachspielrecht ausgestattet, parallel mit den Schwaben Hornets Nellingen in die erste Bundesliga auf. In der Saison 2020/21 belegte sie bei der Wahl zur besten Spielerin der 2. Bundesliga den zweiten Platz. Mit Waiblingen stieg sie 2022 in die Erste Bundesliga auf. Im Sommer 2022 wechselte sie zum Bundesligisten Buxtehuder SV. Nach der Saison 2023/24 wechselte sie zur Sport-Union Neckarsulm. Dort beendete sie ein Jahr später ihre Karriere.